# Joaquín González Saavedra
Joaquín Esteban González Saavedra (Curicó, Chile; 6 de agosto de 2001) es un futbolista chileno. Juega de extremo derecho y su equipo actual es el Curicó Unido de la Primera B de Chile.

## Trayectoria
Formado en las inferiores de Curicó Unido, club de su ciudad natal, debutó en el primer equipo el 27 de marzo de 2021, ante Melipilla, por la primera fecha del campeonato de Primera División de aquel año. Desde entonces se ha vuelto una alternativa importante en el equipo, ya sea entrando desde el banco de suplentes o afianzándose en la oncena titular.
En 2024, anotó su primer gol como profesional, el que además le dio la victoria a los curicanos sobre Santiago Morning en el Estadio Municipal de La Pintana, por la jornada 29 de la Primera B de Chile 2024.

## Estadísticas
| Club                 | Div.          | Temporada     | Liga  | Liga  | Copas nacionales | Copas nacionales | Torneos internacionales | Torneos internacionales | Total | Total |
| Club                 | Div.          | Temporada     | Part. | Goles | Part.            | Goles            | Part.                   | Goles                   | Part. | Goles |
| -------------------- | ------------- | ------------- | ----- | ----- | ---------------- | ---------------- | ----------------------- | ----------------------- | ----- | ----- |
| Curicó Unido · Chile | 1.ª           | 2021          | 15    | 0     | 1                | 0                | —                       | —                       | 16    | 0     |
| Curicó Unido · Chile | 1.ª           | 2022          | 15    | 0     | 4                | 0                | —                       | —                       | 19    | 0     |
| Curicó Unido · Chile | 1.ª           | 2023          | 12    | 0     | 1                | 0                | 1                       | 0                       | 14    | 0     |
| Curicó Unido · Chile | 2.ª           | 2024          | 16    | 1     | 3                | 0                | —                       | —                       | 19    | 1     |
| Curicó Unido · Chile | Total club    | Total club    | 58    | 1     | 9                | 0                | 1                       | 0                       | 68    | 1     |
| Total carrera        | Total carrera | Total carrera | 58    | 1     | 9                | 0                | 1                       | 0                       | 68    | 1     |
| 1. 2. 3.             |               |               |       |       |                  |                  |                         |                         |       |       |